# Mohnyin Thado
Mohnyin Thado (birmano: မိုးညှင်းသတိုး; también Mohnyinthado o Mohnyin Mintaya; 1390-1440) fue el octavo rey de Ava, que gobernó de 1427 a 1440. El saopha (jefe) birmana de Mohnyin llegó al poder tras derrocar al rey Kale Kyetaungnyo y a su reina Shin Bo-Me en 1427. Su reinado marca el punto culminante del poder de Ava. Desgastada por la Guerra de los Cuarenta Años contra Hanthawaddy Pegu (Bago) en el sur, y por las guerras de larga duración contra varios Estados Shan en el norte, Ava ya no estaba en condiciones de expandirse. Mohnyin Thado pasó sus doce años de reinado apaciguando las problemáticas regiones de Ava. En particular, luchó por controlar a Taungû, que se rebeló con éxito en 1437. Tuvo que tolerar a los gobernadores de otras regiones que lo trataron como si fuera un anciano. Hanthwaddy apoyó las rebeliones de Taungû en 1427 y 1437. Pero los dos reinos no promovieron una guerra a gran escala.
En abril de 1438, Mohnyin Thado modificó el calendario tradicional birmano restando dos años siguiendo el consejo de un astrólogo de la corte. El cambio no se hizo efectivo ya que murió menos de dos años después.
El rey Alaungpaya de la dinastía Konbaung reclamó ser descendiente de Mohnyin Thado.

## Juventud
Mohnyin Thado nació Myo Hla (también conocido como Min Nansi) en el seno de una familia de baja nobleza que formaba parte de la corte del rey Swasawke. Era un descendiente de la séptima generación del rey Narapatisithu de Pagan, y descendiente de Kyawswa I de Pinya. Cuando era joven, Nansi recibió del rey Swasawke una pequeña área al este de Shwebo como un feudo. El rey también lo hizo asistente de sus hijos Minkhaung y Theiddat, que fueron enviados a sus respectivos feudos lejos de Ava. Los príncipes vivían como niños errantes y bailarines natos, uno de los asistentes mayores tocaba un tambor, otro un cuerno, y así sucesivamente. Siguieron a Taungdwingyi, y luego cruzaron el distrito de Minbu y vivieron en Ngape y Padein.

## Saopha de Mohnyin
Cuando Minkhaung se convirtió en rey en 1401, llevó a sus jóvenes ayudantes a la corte. En 1406, Nansi tenía dieciséis años y sirvió bajo el príncipe Minyekyawswa en una de las campañas cruciales contra el Reino Hanthawaddy en la Guerra de los Cuarenta Años. Estaba a cargo del transporte de arroz a Prome (Pyay), aprovisionando las guarniciones a través de las líneas de Hanthawaddy. Minkhaung estaba tan contento con la actuación de Nansi en tiempos de guerra que en 1410 le hizo el saopha (jefe) del Estado shan de Mohnyin, y además le dio en matrimonio a la más joven de sus reinas, Shin Mi-Myat, hija de Thihapate, Señor de Taungdwin.  En Mohnyin, recibió el título de "Mohnyin Thado" (Señor de Mohnyin) con el que se hizo conocido a partir de entonces. Aunque su principal herencia era birmana, Mohnyin Thado tenía una pequeña herencia de sangre shan, ya que era descendiente de Kyawswa I de Pinya, y gobernó con éxito a Mohnyin, un rebelde del Estado shan que había lanzado numerosos ataques a los territorios de Ava durante décadas (los matrimonios mixtos durante este período mezclaban las líneas étnicas entre la élite gobernante de la Alta Birmania y el reino shan).)

## Ascensión al trono de Ava
En 1426, dos reyes Ava sucesivos (Thihathu y su hijo de nueve años, Minhlange) fueron asesinados por orden de la reina Shin Bo-Me, que colocó en el trono a su amante Kale Kyetaungnyo, el saopha de Kale. Mohnyin Thado se negó a someterse a los usurpadores, y marchó con su ejército hacia Ava en 1427, obligando a los usurpadores a huir de la capital. Se convirtió en el nuevo rey de Ava el 7 de mayo de 1427. Kyetaungnyo murió más tarde en la selva. La reina Bo-Me, una bella mujer que ya había sido reina de cuatro reyes: Tarabya, Minkhaung I, Thihathu y Kale Kyetaungnyo, fue traída de vuelta y se convirtió en la reina junior de Mohnyin Thado. Según las Crónicas birmanas, cuando Mohnyin Thado le preguntó sobre su salud después de que la trajeran del bosque, contestó insultantemente: «Creo que huelo como una esclava». El rey hizo construir una residencia para ella dentro de las paredes del palacio. Tenía 47 años cuando se convirtió en rey.

## Reinado
El reinado de Mohnyin Thado marca el punto culminante del Reino de Ava, aunque ese no fue su mérito. Después de la Guerra de los Cuarenta Años (1385-1424) con Hanthawaddy Pegu (Bago) en el sur, y las guerras duraderas contra varios Estados Shan en el norte, Ava durante el reinado de Mohnyin Thado se debilitó completamente, y ya no estaba en condiciones de expandirse. A diferencia de sus predecesores Swasawke y Minkhaung, que produjeron las guerras, Mohnyin Thado pasó sus doce años de reinado pacificando las regiones rebeldes de Ava. Las ciudades de Taungdwingyi, Yamethin, Pinle, y sobre todo Taungû, bajo el gobierno de los príncipes fueron las más problemáticas.

### La primera rebelión Taungû (1427-1428)
A Mohnyin Thado le resultó difícil controlar principalmente la región birmana de Taungû (Taungoo), sobre la que Ava solo tenía soberanía nominal. Cuando Sawlu Thinkhaya, el gobernante de Taungû, viajó a Ava en 1427, Mohnyin Thado lo trató casi como a un igual. Mohnyin Thado intentó acercarse a Taungû haciendo que su hermano, el gobernador de Tharrawaddy, una región adyacente a Taungû y estar en buenos términos con el rey Binnya Ran I de Hanthawaddy. Sin embargo, Sawlu formó una alianza con Binnya Ran, decidido a iniciar una rebelión y sitió Prome. Sin embargo, Binnya Ran simplemente quería mantener a Ava ocupada, y no estaba ansioso por reiniciar una guerra contra Ava. Los envió a Ava, pidiendo una princesa Ava como precio de la alianza. Mohnyin Thado estaba tan enfadado que mantuvo a los enviados esperando una audiencia durante tres meses, y hubo que disuadirlo de que los matara. Finalmente, decidió aliarse con Hanthawaddy y entregó a su sobrina al Rey de Hanthawaddy. Derrotó la rebelión de Sawlu en 1428.

### Otras regiones
Mohnyin Thado tampoco tenía mucha autoridad sobre otras regiones del reino. Los gobernantes de las regiones cercanas a Ava, como Yamethin y Pinle, que controlaban todo el importante granero de Kyaukse, se comportaron como soberanos. Pinle fue gobernado por Minnge Kyawhtin, hijo del famoso príncipe guerrero Minyekyawswa. Debido a esto, los ataques Shan continuaron. El Estado Shan de Hsipaw (Thibaw) atacó a Myedu y la frontera norte del distrito de Shwebo, y durante ocho meses lo expulsó de su palacio, retirándose solo por una gran suma de dinero.

### Fuga de Shin Sawbu (1430)
Cuando Mohnyin Thado llegó al poder, tomó a Shin Sawbu, que era una reina de Thihathu de Ava y la hermana mayor de Binnya Ran I de Hanthawaddy, del Señor de Bagan a quien se le había dado después de que Thihathu fuera asesinado. Cuando Mohnyin Thado le concedió su afecto en otra parte, Shin Sawbu planeó huir de Ava. En 1430, huyó de Ava con la ayuda de dos monjes que estudiaban en Ava. En Pegu, su hermano Binnya Ran la recibió con grandes honores.

### Reliquias de Ceilán
En 1430, dos monjes regresaron de Ceilán con cinco reliquias. El rey construyó un enorme monasterio para los monjes a unas dos millas al oeste de Sagaing, y cerca de una pagoda llamada Yadanazedi, ahora llamada Payabyu, para consagrar las reliquias.
Segunda rebelión de Taungû (1437-1442)
Con Ava en problemas, Taungû se rebeló diez años más tarde, en 1437, apoyado de nuevo por Binnya Ran de Hanthawaddy. Ava no pudo recuperar a Taungû esta vez. (Taungû permanecería fuera del dominio de Ava hasta 1442).

### Cambio en el calendario birmano (1438)
En abril de 1438, al cambio del calendario tradicional birmano del año 800, Mohnyin Thado, aconsejado por un astrólogo de la corte, decidió renumerar el calendario restando dos años. Cuando los monjes le advirtieron que los reyes que cambiaron el calendario estaban muriendo, dijo: «Si tengo que morir, déjame morir. No me pondrán en una canción como a un rey que tenía miedo de cumplir con su deber». El rey murió menos de dos años después, en 1440 al principio, y su cambio de calendario fue descartado. Le sucedió su hijo Minyekyawswa de Ava.